# Bus di Tacoi
Il Büs di Tàcoi è una grotta che si trova sul territorio di Gromo, in località Spiazzi  in provincia di Bergamo, con accesso sul monte Redondo.
Il suo ingresso si apre a 1500 metri di quota su di un ripido canale del monte, è raggiungibile con un'ora di cammino seguendo il sentiero che sale dagli Spiazzi di Gromo.

## Storia
Lungo le pendici settentrionali del Monte Redondo, sopra Gromo, a sud della frazione Boario, una fessura nella roccia calcarea indica l'ingresso a una serie di grotte e cuniculi, conosciute da sempre come Büs di Tàcoi, dicitura in dialetto bergamasco che tradotto significa Buco dei Gracchi, dove per gracchio si intende un grosso corvo montano, che nidificava nell'androne del pozzo di ingresso.

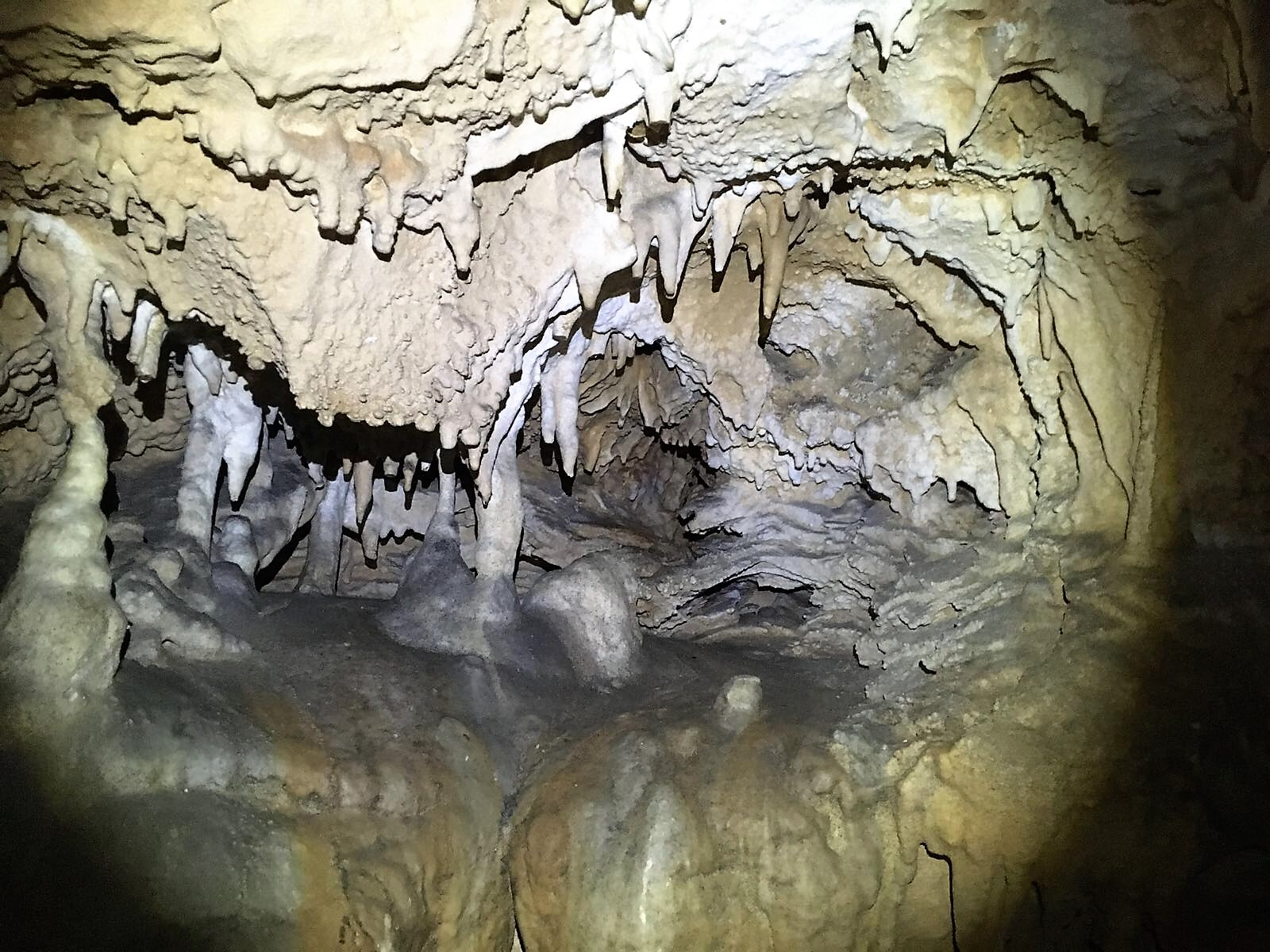
Büs di Tàcoi

L'ingresso della grotta era conosciuto da tempo, da cacciatori o da alpeggiatori ma solo nel 1908 pochi coraggiosi, tra questi un certo Demetrio Ravaglia di Valbondione, entrò con corde nella prima galleria. Il 14 agosto 1914 fu Angelo Filisetti di Gromo a rientrare nell'anfratto e a tentare di farne un rilevamento, ma Filisetti che si recò all'entrata con altri amici alle prime luci del mattino, aveva l'illuminazione di una sola candela e, quando questa si spense, non riuscì più a riaccenderla e rimase fino a sera ad attendere che il padre, avvisato dagli amici, venisse con un gruppo di soccorritori a riportarlo alla luce.
Il 5 giugno 1927 avvenne la prima esplorazione ufficiale organizzata dal Filisetti ma condotta da Edoardo Boesi di Gazzaniga, che nel medesimo anno fonderà il Gruppo Grotte Bergamasco, spedizione che vide la collaborazione dei circoli speleologici di Cremona, Brescia e Milano.
Questa prima discesa raggiunse la profondità di soli 80 mt., il gruppo non era sufficientemente attrezzato per superare le barriere naturali di pareti e pozzi.  L'impresa venne ritentata il 30 ottobre da un gruppo di 12 speleologi  sempre con Boesi riuscendo a raggiungere il lago Verde, e questo rimarrà per parecchio tempo il punto più profondo della grotta, perché la spedizione successiva del 29 giugno 1928 con il supporto di Umberto Caramore, che con l'intento di superare il lago si era attrezzata di una zattera, trovò le acque del lago alzate di livello,  e ciò impedì il proseguimento.
Fu ancora Angelo Filisetti con il fratello Ugo a ritentare l'impresa il 30 settembre 1928 riuscendo a trasportare la zattera attraverso il lago e a fissare una scaletta di acciaio di 20 metri sul pozzo chiamato salto della morte. Nel mese di novembre del 1928 Umberto Caramore pubblicò il primo disegno schematico del percorso.
L'anno successivo, il 28 maggio 1929, venne fatto un servizio fotografico da Paolo Gentilini e il Boesi tracciò un attendibile rilievo.
Per alcuni anni la grotta del Büs di Tàcoi venne dimenticata, solo nel 1947 venne ricostituito il Gruppo Grotte Bergamasche, e il 1º maggio 1953 Rocco Zambelli guidò una nuova spedizione che, grazie a un ragazzino quattordicenne, in poche ore raggiunse il fondo della grotta. Seguirono anni di ricerche guidate sempre da Zambelli. Con gli anni la grotta divenne luogo di visitatori, che diventarono un problema sia per la sicurezza che per l'equilibrio ambientale.  Nel 1954 venne organizzata una spedizione di tre giorni sotto la direzione di Rocco Zambelli e Malanchini, con un campo base all'esterno e strumenti radiofonici, e venne collocata una statua della Madonna cristiana. Ma con gli anni si presentò il problema di riparare la grotta dalle troppe incursioni che rischiavano di alterare e rovinare l'ambiente, e nel 1972 si decise di posizionare una cancellata a 33 metri di profondità, e di ripulire quando era stato abbandonato dagli avventori dentro le diverse sale della grotta. Nel 1984 vennero fatte nuove spedizioni con la scoperta di nuovi pozzi e meandri che portarono al lago Blu alla profondità di 274 mt. La ricerca continuó con i geologi che, grazie ai nuovi mezzi, hanno definito questo sito carsico il più grande e profondo della Lombardia.
Le ricerche eseguite lungo gli anni hanno rilevato l'importanza idrologica della grotta sul monte Redondo e sul territorio, serve ancora rilevare quali siano le sorgenti naturali che alimentano i laghi interni e lo scorrere delle acque. La grotta è visitabile solo con il supporto di speleologi che garantiscano la sicurezza nella discesa e la protezione di questo ambiente naturale.

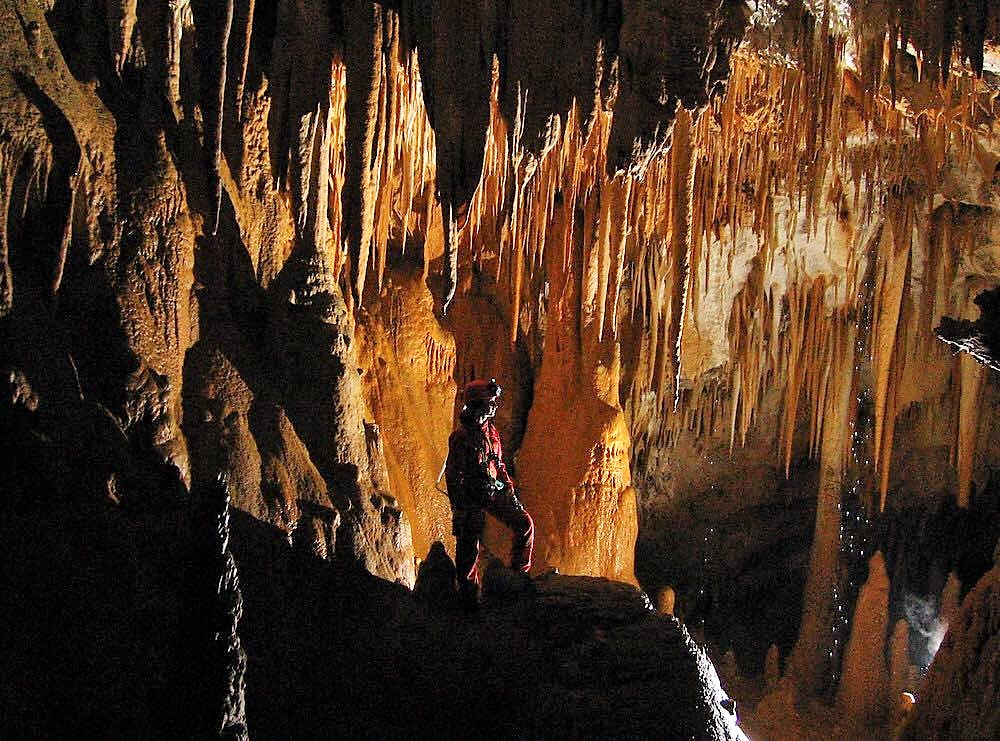
stalattiti e stalagmiti

## Grotta
(Edoardo Boesi, Gazzaniga 5 giugno 1927)
La grotta è divisa in quattro settori.

### Ingresso
Detto anche Superiore, è formato dal pozzo, da un corridoio inclinato e da un vasto salone, comunicante con il secondo settore tramite uno stretto passaggio. Il suo clima è sotto la diretta influenza di quello esterno. Il vento ha buon gioco con l'ampia apertura d'ingresso ed il nevaio che fino all'estate non si scioglie ne condiziona il clima.

### Intermedio
Detto anche del Labirinto, è formato da un fitto intreccio di piccole salette, gallerie e pozzi e presenta uno sviluppato carsismo orizzontale (gallerie una a fianco dell'altra). L'ultimo tratto del secondo settore è rappresentato dalla Sala del Bivacco, che presenta pareti molto incrostate ed al suolo massi crollati e saldati a terra. Gran parte della sala è asciutta: solo verso il basso è presente umidità permanente e stillicidio.

### Profondo
Detto anche dei saloni, è il più interessante e spettacolare.
Dalla Sala del Bivacco, si raggiunge il punto più difficile della discesa, il Salto della Morte, un pozzo verticale di una ventina di metri preceduto da un passaggio molto stretto, qui la parte più spettacolare di tutta la grotta, vi predominano incrostazioni bianche con grandi stalattiti, stalagmiti e colonne, che presenta pareti molto incrostate ed al suolo massi crollati e saldati a terra. Gran parte della sala è asciutta: solo verso il basso è presente umidità permanente e stillicidio. In questo tratto sono stati osservati miriapodi e collemboli.

### Profondissimo
Detto anche del Laghetto. La volta e le pareti dell'ultimo tratto di discesa verso il Lago Verde, sono completamente modellate dal carsismo e presentano stupende incrostazioni bianche in coincidenza con le fessure della roccia. Si possono ammirare stalattiti e stalagmiti.
Ne preserva il delicato equilibrio dell'ambiente naturale, l'ingresso regolamentato e consentito a speleologi o a persone adeguatamente accompagnate ed attrezzate. Il percorso “facile” dura infatti dalle 5 alle 7 ore, in condizioni ambientali e climatiche impegnative: anche se la temperatura è quasi costantemente attestata sui 10 gradi, l'umidità è del 100%. Vi è inoltre un continuo stillicidio dalle pareti e il buio è pressoché assoluto, così come testimonia il documento filmato del report Giorgio Fornoni.
Gli speleologi usano, per meglio illuminare, le lampade a carburo,  utilizzate in passato dai minatori.
Della grotta sono stati ispezionati solo alcuni cunicoli e gallerie, mentre altre ne rimangono da scoprire, con gli speleologi che continuano nel loro lavoro di ricerca.